# Lá gấm
Lá gấm hay tấm lưới bạc (tiếng Đức) thuộc họ Tai voi (Gesneriaceae), tên khoa học là Chrysothemis pulchella, có nguồn gốc từ rừng mưa nhiệt đới ở Nam Mỹ, chủ yếu là Peru, Colombia, Ecuador và miền Bắc Brasil. Ở Việt Nam chúng phân bố trong miền Nam.

## Mô tả
Cây thân thảo, bụi và lâu năm, cao khoảng 20 cm, ưa bóng râm. Có rễ ngắn, bò trên mặc đất; thân có thể phát triển thành dây; dễ trồng, ít sâu bệnh. Lá đơn, dạng trái xoan, gốc hình tim, đầu tù, mọc đối chữ thập, phiến màu xanh đậm, dày bóng, nổi bật các gân màu trắng, đỏ, tím hoặc hồng; trên lá có lông tơ. Hoa mọc ra từ nách lá với lá đài lớn. Hoa nhỏ màu trắng, trắng ngà hoặc xanh, mọc thành cụm, nhưng không có hương. Cây con mọc lên từ rễ cây cũ. Thường cây vừa lớn vừa cho ra cây mới, nên tập trung thành bụi. Có thể chịu được điều kiện khắc nghiệt (đất bạc màu, khô hạn) nhưng chỉ trong một thời gian ngắn (khoảng 1 tháng) (cần được kiểm chứng hơn).